# Chami
Chami (čínsky v českém přepisu Cha-mi, pchin-jinem Hāmì, znaky 哈密, ujgursky قۇمۇل, Komul, Qomul, Kumul, Qumul‎, mongolsky Chamil) je staré město a oáza, dnes městská prefektura v Ujgurské autonomní oblasti Sin-ťiang Čínské lidové republiky. V Číně je známé svými obzvláště sladkými melouny.
Čínský název města Chami je odvozen od mongolského Chamil, což vzniklo z ujgurského Komul.
Chami bylo důležitým městem na hedvábné stezce, o které se svářili Číňané s kočovnými národy Mongolska, počínaje válkami Siungnuů a říše Chan. Od 13. století patřilo k Mongolské říši, po jejím rozpadu místní vládci uznávali svrchovanost čínské říše Ming, případně mongolských chánů, od 18. století bylo hlavním městem Komulského chanátu, včleněného do říše Čching. Poslední komulský chán, Maksúd Šáh, zemřel roku 1930.
V Čínské lidové republice název Chami kromě prefektury nesl i její sídelní okres, roku 1984 reorganizovaný na městský okres a roku 2016 současně s reorganizací na městský obvod přejmenovaný na I-čou.

## Administrativní členění
Městská prefektura Chami se člení na tři celky okresní úrovně, a sice jeden městský obvod, jeden okres a jeden autonomní okres.
| městský obvod · I-čou okres · I-wu autonomní okres · Barköl |                    |                       |                    |                                  |
| Název                                                       | Název              | Počet obyvatel (2020) | Rozloha km² (2020) | Hustota zalidnění (obyv. na km²) |
| český přepis                                                | znaky              | Počet obyvatel (2020) | Rozloha km² (2020) | Hustota zalidnění (obyv. na km²) |
| Městský obvod                                               |                    |                       |                    |                                  |
| I-čou                                                       | 伊州区             | 569 388               | 81 205             | 7                                |
| Okres                                                       |                    |                       |                    |                                  |
| I-wu                                                        | 伊吾县             | 38 464                | 19 450             | 2                                |
| autonomní okres                                             |                    |                       |                    |                                  |
| Barköl (kazašský)                                           | 巴里坤哈萨克自治县 | 65 531                | 36 608             | 2                                |
|                                                             |                    |                       |                    |                                  |
| Celkem                                                      | Celkem             | 673 383               | 137 263            | 5                                |